# Harry Assenmacher
Harry Assenmacher (* 7. Juni 1955 in St. Hülfe) ist ein deutscher Unternehmer, Journalist und Umweltschützer. Von 1990 bis 2001 veröffentlichte Assenmacher elf Umwelt-, Koch- und Ernährungsbücher. Er ist geschäftsführender Gesellschafter der ForestFinance-Gruppe, einem Anbieter nachhaltiger Waldinvestments mit Zentralsitz in Bonn und Niederlassungen in Lateinamerika und Asien. Assenmacher ist Mitglied im Senat der Deutschen Umweltstiftung sowie Mitglied des Vereins „Senat der Wirtschaft Global Economic Network Sektion Deutschland - Senat e.V.“

## Leben
Bereits während seiner Gymnasialzeit und ab 1975 während seines Jura-Studiums in München engagierte sich Assenmacher politisch, u. a. in der Anti-Akw-Bewegung. Während des Studiums veröffentlichte Artikel zu (umwelt)politischen und wissenschaftlichen Themen, bis er 1981 vollständig in den Journalismus wechselte. Als Journalist und Autor arbeitete Assenmacher von 1979 bis heute unter anderem zunächst für verschiedene Stadtmagazine wie „Der Schädelspalter“ in Hannover. Er schrieb auch für Die Tageszeitung (taz), Hamburger Morgenpost, Stern, Schrot & Korn Naturkostmagazin und das Ökotest-Magazin. Daneben veröffentlichte er von 1990 bis 2001 elf Bücher, u. a. „Das große Umwelthandbuch“.
Von 1987 bis 1993 war Assenmacher Chefredakteur der „fairkehr“, dem Mitgliedermagazin des alternativen „Verkehrsclub Deutschland“ (VCD) und zudem Geschäftsführer des alternativen Verkehrsclubs VCD. In dieser Zeit entwickelte er unter anderem die noch heute bestehende „Auto-Umweltliste“. Der VCD ist ein gemeinnütziger Verein mit rund 65.000 Mitgliedern, der sich für eine umwelt- und sozialverträgliche Verkehrspolitik einsetzt. Anschließend setzte Assenmacher sein berufliches Umweltengagement als Geschäftsführer der Verlagsgesellschaft Natur & Umwelt GmbH des Umweltverbands B.U.N.D. (Bund für Umwelt und Naturschutz Deutschland) fort. Dort war er u. a. verantwortlich für die Konzeption und Entwicklung von umweltfreundlichen Serviceleistungen aus dem Versicherungsbereich für B.U.N.D.-Mitglieder. Ab dem Jahr 2000 war Harry Assenmacher zwei Jahre Marketingleiter bei der ökologisch ausgerichteten Securvita-Gruppe Hamburg und später Vorstand der Securvita Holding AG, einer Unternehmensgruppe, die alternative Versicherungen und Finanzmodelle (u. a. GreenEffects-Fonds) anbietet. Daneben gründete er die Assenmacher Consulting Unternehmensberatung in Bonn. Bereits 1996 gründete er mit „CO2OL – Verein zur Verminderung von Kohlendioxid in der Erdatmosphäre e.V.“ eine Organisation, welche CO2-Emissionen ermittelte, CO2-Einsparungsberatung anbietet und unvermeidbare CO2-Emissionen durch tropische Aufforstung CO2-Senken schafft (CO2-Kompensation).

## Forest Finance
2005 gründete Assenmacher die Forest Finance Service GmbH in Deutschland, in die er die bisherigen Waldinvestment-Aktivitäten einbrachte. Aus dieser Gesellschaft entwickelte sich die heutige Forest Finance-Gruppe, deren geschäftsführender Gesellschafter er seitdem ist. Zur Forest Finance-Gruppe gehört die Marke „CO2OL“ als Projektierer von Klimaschutz-Aufforstungsprojekten. Forest Finance bietet seit 1995 unter verschiedenen Produktnamen, wie „BaumSparVertrag“, „WaldSparBuch“ oder „WoodStockInvest“, FSC-zertifizierte Aufforstungsinvestments an. Seit 2012 wird zudem der geschlossene Waldfonds PureForest I angeboten.
Forest Finance forstet unter anderem in Panama, Kolumbien, Peru und Vietnam Brach- und Weideflächen mit tropischen Edelhölzern in Mischforst auf, um später Holz, CO2-Zertifikate, Samen und Setzlinge zu verkaufen – letztlich aber ein dauerhaftes biodiverses Waldsystem zu erzeugen. Im Jahre 2013 bewirtschaftete ForestFinance circa 16.000 Hektar Agroforst- und Waldflächen.
Das Unternehmen wurde mehrfach für sein Umweltengagement ausgezeichnet, u. a. mit dem „FSC Global Partner Award“ in „Financial Services“ und dem Zukunftspreis von natur+kosmos. Recherchen der Zeit aus dem Jahr 2014 zum „WoodStockInvest“-Fonds deuteten darauf hin, dass es seit 2005 zu schwer erklärlichen hohen Kostensteigerungen für Neuanleger gekommen war. Einige Experten sahen die Erlöserwartungen als um ein Vielfaches zu hoch an.
Die Stiftung Warentest zählte in einem Test von Waldinvestments im Jahr 2018 Forest Finance zu den seriösen Anbietern des Segments, bewertete die vier getesteten Angebote „BaumSparVertrag“, „WaldSparBuch“, „GreenAcacia“ und „Kakaowald“ aber, wie alle anderen, als mangelhaft. Auch Forest Finance sei es nicht gelungen, das Projekt nachvollziehbar darzustellen, bei allen getesteten Produkten seien die Risiken deutlich höher als die Renditechancen. Die Zeitschrift Ökotest sah in einer Produktprüfung im Jahr 2009 bei Forest Finance mangelnde Transparenz u. a. bei Sicherheiten oder Kosten. Für den Anleger seien Chancen und Risiken aus dem Geschäft kaum kalkulierbar.